# Eddie Nketiah
Edward Keddar Nketiah (IPA: [nketʃa]; sinh ngày 30 tháng 5 năm 1999) là một cầu thủ bóng đá chuyên nghiệp người Anh hiện đang thi đấu ở vị trí tiền đạo cắm cho câu lạc bộ Crystal Palace F.C. và đội tuyển bóng đá quốc gia Anh
Nketiah bắt đầu sự nghiệp chuyên nghiệp của mình với Arsenal và có trận ra mắt đội một vào năm 2017. Anh cũng chơi cho  tại Leeds United theo dạng cho mượn mà lần đó đội bóng vô địch EFL Championship 2019–20.

## Sự nghiệp câu lạc bộ
Sinh ra ở London và lớn lên ở Lewisham,Nketiah bắt đầu sự nghiệp của mình khi gia nhập lò đào tạo của Chelsea. Anh ấy được Chelsea cho ra mắt vào năm 2015.

### Arsenal
Sau đó, anh gia nhập Học viện Arsenal và chơi cho câu lạc bộ ở các cấp độ trẻ.Trong mùa giải 2016–17,Nketiah đã ghi 15 bàn sau 16 lần ra sân cho đội U18,đồng thời ghi 12 bàn sau 26 lần ra sân cho đội U23.Sau mùa giải đó, Nketiah được HLV Arsène Wenger gọi lên đội một trong chuyến tập huấn trước mùa giải của đội ở Úc và Trung Quốc.Vào ngày 28 tháng 9 năm 2017, Nketiah được triệu tập vào đội một cho trận đấu của Arsenal với BATE Borisov tại Europa League . Anh ấy vào sân thay Joe Willock ở phút 89 khi Arsenal đã thắng 4–2.Lần ra sân tiếp theo của anh là gần một tháng sau đó trong trận gặp Norwich City ở League Cup,anh vào sân người ở phút 85.Chỉ sau 15 giây vào sân anh đã ghi bàn thắng gỡ hòa cho Arsenal,đưa trận đấu vào thời gian hiệp phụ,ở phút 96,anh ghi bàn thắng quyết định nâng tỷ số lên 2-1 để mang về chiến thắng cho Pháo thủ.Nketiah được cho mượn đến đội bóng \ Bundesliga FC Augsburg vào kỳ chuyển nhượng mùa đông năm 2019, nhưng do chấn thương của Danny Welbeck, Nketiah đành ở lại Arsenal
Vào ngày 12 tháng 5 năm 2019,anh ghi bàn thắng đầu tiên tại Premier League trong chiến thắng 3-1 trước Burnley.Trong trận chung kết UEFA Europa League 2018-19 anh ngồi dự bị và không được ra sân,Arsenal thất bại với tỷ số 4–1 trước Chelsea.

### Leeds United(mượn)
Vào ngày 8 tháng 8 năm 2019,Nketiah gia nhập Leeds United dưới dạng cho mượn một mùa giải.Anh có trận ra mắt câu lạc bộ vào ngày 13 tháng 8 tại EFL Cup gặp Salford City đồng thời ghi bàn thắng đầu tiên cho câu lạc bộ,anh ghi bàn thắng đầu tiên ngay trong trận ra mắt tại Championship gặp Stoke City.

### Trở lại Arsenal
Sau khi thi đấu trong trận hòa 1-1 trước West Bromwich Albion.Nketiah được Arsenal gọi về sớm hơn dự kiến.Anh có mặt trong đội hình ra sân trong chiến thắng của Arsenal ở Vòng 4 FA Cup trước AFC Bournemouth,anh ghi bàn thắng thứ 2 ấn định chiến thắng 2-1 cho Arsenal ngay trên sân Vitality.Nketiah có trận đấu đầu tiên tại Premier League trước Newcastle United.Anh ghi bàn thắng đầu tiên tại Premier League trong trận đấu trước Everton.Vào ngày 7 tháng 7 năm 2020, Nketiah nhận thẻ đỏ đầu tiên trong sự nghiệp thi đấu của mình sau khi anh phạm lỗi với James Justin của Leicester City.
Vào ngày 18 tháng 7,Nketiah có được danh hiệu đầu tiên trong sự nghiệp của mình sau khi Leeds United vô địch Championship,với 19 trận đã đá,anh đủ điều kiện có tên trong danh sách nhận huy chương.Hai tuần sau, Nketiah nâng cao danh hiệu lớn đầu tiên trong sự nghiệp của mình với Arsenal,sau khi đội bóng đánh bại Chelsea ở trận chung kết FA Cup tại Sân vận động Wembley

#### Mùa giải 2020-21
Vào ngày 28 tháng 8 năm 2020, Nketiah đã có tên trong đội hình xuất phát trong trận tranh Siêu Cúp Anh, trận đấu mà Arsenal đã giành chiến thắng 5–4 trước Liverpool trong loạt sút luân lưu sau khi kết thúc 90 phút với tỷ số 1-1

#### Mùa giải 2021-22
Vào ngày 21 tháng 12 năm 2021, Nketiah ghi hat-trick đầu tiên trong sự nghiệp trong chiến thắng 5-1 trước Sunderland ở tứ kết EFL Cup
Sau sự rời đi của Aubemeyang vào đầu tháng 2,Nketiah được tạo cơ hội ra sân nhiều hơn,anh ghi 5 bàn trong 7 trận cuối cùng của mùa giải,trong đó có cú đúp vào lưới của Chelsea ngay tại Stamford Bridge.

#### Mùa giải 2022-23
Anh có bàn thắng đầu tiên trong mùa giải trong chiến thắng 3-1 của Arsenal trước West Ham. Vào ngày 22 tháng 1 năm 2023,Anh ghi hai bàn thắng vào lưới Manchester United,trong đó có bàn thắng ấn định chiến thắng 3-2 cho Arsenal trong những phút cùng của trận đấu.

#### Mùa giải 2023-24
Vào ngày 3 tháng 10 năm 2023, Nketiah có trận đấu đầu tiên tại UEFA Champions League,khi anh vào sân từ băng ghế dự bị ở hiệp hai trong trận thua 2-1 trên sân khách trước Lens.Vào ngày 28 tháng 10 năm 2023,Nketiah ghi cú hattrick đầu tiên trong sự nghiệp tại Premier League trong chiến thắng 5-0 trước Sheffield United F.C.

## Sự nghiệp quốc tế
Nketiah đủ điều kiện cho cả đội tuyển quốc gia Anh lẫn đội tuyển Ghana ở cấp độ quốc tế.Anh ra mắt U18 Anh trong trận đấu với U18 Ả rập xê út
Vào ngày 18 tháng 5 năm 2018, Nketiah lần đầu tiên được HLV Aidy Boothroyd gọi vào đội U21 Anh tham dự Giải đấu Toulon.Nketiah ghi hai bàn trong trận bán kết với Scotland và kiến tạo cho Kieran Dowell ghi bàn ấn định chiến thắng trước Mexico trong trận chung kết.
Vào tháng 1 năm 2019, Nketiah được cho là đã từ chối lời mời chơi cho đội tuyển Ghana.Vào tháng 9 năm sau, Nketiah lần đầu tiên làm đội trưởng U21 Anh và ghi một hat-trick trong chiến thắng 6–0 trước U21 Kosovo
Vào tháng 8 năm 2020, Ghana được cho là đã tiếp cận Nketiah một lần nữa, liên lạc với gia đình và nói chuyện với cha mẹ của anh ta nhằm thuyết phục anh chơi cho Ghana,tuy nhiên anh đã từ chối và nói rằng anh "biết ơn" khi có cơ hội chơi cho đội tuyển Anh
Vào ngày 7 tháng 10 năm 2020, Nketiah cân bằng kỷ lục ghi bàn của huyền thoại Alan Shearer là 13 bàn cho đội U21 Anh sau khi anh ghi bàn trong trận hòa 3–3 trước Andorra,Nketiah tiếp tục phá kỷ lục đó với bàn thắng thứ hai trong chiến thắng 2-1 trước U21 Thổ Nhĩ Kỳ.

## Phong cách chơi
Nketiah được biết đến với lối chơi tốc độ và di chuyển không bóng,phong cách của anh ấy đã được so sánh với cựu tiền đạo Arsenal, Ian Wright.
Phong cách chơi bóng của anh cũng được so sánh với Jermain Defoe , nhờ khả năng di chuyển để loại bỏ vai hậu vệ và khả năng sút xa tốt

## Danh hiệu
Arsenal
- FA Cup: 2019–20[16]
- FA Community Shield: 2023

Leeds United
- EFL Championship: 2019–20[17]

Crystal Palace
- FA Cup: 2024–25[18]
- FA Community Shield: 2025[19]

U21 Anh
- Giải đấu Toulon: 2018 [20]